# Šišmanovac
Šišmanovac (cyr. Шишмановац) – wieś w Serbii, w okręgu toplickim, w mieście Prokuplje. W 2011 roku liczyła 78 mieszkańców.